# Watts Mills
Watts Mills és una concentració de població designada pel cens dels Estats Units a l'estat de Carolina del Sud. Segons el cens del 2000 tenia 1.479 habitants.

## Demografia
Segons el cens del 2000, Watts Mills tenia 1.479 habitants, 566 habitatges i 356 famílies. La densitat de població era de 249,4 habitants/km².
Dels 566 habitatges en un 32,7% hi vivien nens de menys de 18 anys, en un 41,2% hi vivien parelles casades, en un 14,7% dones solteres, i en un 37,1% no eren unitats familiars. En el 30,2% dels habitatges hi vivien persones soles el 12,5% de les quals corresponia a persones de 65 anys o més que vivien soles. El nombre mitjà de persones vivint en cada habitatge era de 2,61 i el nombre mitjà de persones que vivien en cada família era de 3,21.
Per edats la població es repartia de la següent manera: un 26,4% tenia menys de 18 anys, un 12,5% entre 18 i 24, un 29,6% entre 25 i 44, un 20,8% de 45 a 60 i un 10,8% 65 anys o més.
L'edat mediana era de 31 anys. Per cada 100 dones de 18 o més anys hi havia 102,4 homes.
La renda mediana per habitatge era de 25.046 $ i la renda mediana per família de 26.328 $. Els homes tenien una renda mediana de 26.473 $ mentre que les dones 15.833 $. La renda per capita de la població era de 12.555 $. Entorn del 22,5% de les famílies i el 25,3% de la població estaven per davall del llindar de pobresa.

## Poblacions més properes
El següent diagrama mostra les poblacions més properes.